# Vladimir Kandel
Vladimir Kandel (* 18. August 1930; † 30. März 2006) war ein dänischer Musiker und Schauspieler.

## Leben und Wirken
Vladimir Kandel war der Sohn des aus Russland stammenden Kapellmeisters und Violinisten Sergej Kandel. 
Im Jahr 1949 begann Kandel an der Musikhochschule Kopenhagen ein Musikstudium. Danach absolvierte er an der Staatlichen Theaterschule in Kopenhagen seine Schauspielausbildung. Er wirkte in mehreren Filmen und Serien mit, zumeist aber in Nebenrollen.
Kandel war als Tenor, Violinist und Cellist langjähriges Mitglied des Orchesters des Königlichen Theaters Kopenhagen, wo er auch in Theaterstücken, Musicals und Varieté-Shows als Musiker und Schauspieler auftrat. Er war auch zeitweise Ensemblemitglied am Salzburger Landestheater. Mehrere Tourneen führten in zudem durch ganz Europa und in die USA. Kandel trat von 1969 bis 1984 beim jährlich stattfindenden Kopenhagener Sommer-Festival auf.
Vladimir Kandel starb am 30. März 2006 im Alter von 75 Jahren.